# Saint-Simon-de-Bordes
Saint-Simon-de-Bordes ist eine französische Gemeinde mit 767 Einwohnern (Stand: 1. Januar 2022) im Département Charente-Maritime in der Region Nouvelle-Aquitaine; sie gehört zum Arrondissement  Jonzac und zum Kanton Jonzac. Die Einwohner werden Saint-Simonnais genannt.

## Geographie
Saint-Simon-de-Bordes liegt etwa 75 Kilometer nordnordöstlich von Bordeaux. Nachbargemeinden von Saint-Simon-de-Bordes sind Saint-Germain-de-Lusignan im Norden, Jonzac im Norden und Nordosten, Ozillac im Osten, Villexavier und Agudelle im Süden, Allas-Bocage im Südwesten, Nieul-le-Virouil im Westen sowie Saint-Hilaire-du-Bois im Westen und Nordwesten.

## Bevölkerungsentwicklung
| Jahr                       | 1962 | 1968 | 1975 | 1982 | 1990 | 1999 | 2006 | 2017 |
| Einwohner                  | 519  | 503  | 559  | 572  | 648  | 621  | 658  | 734  |
| Quellen: Cassini und INSEE |      |      |      |      |      |      |      |      |

## Sehenswürdigkeiten

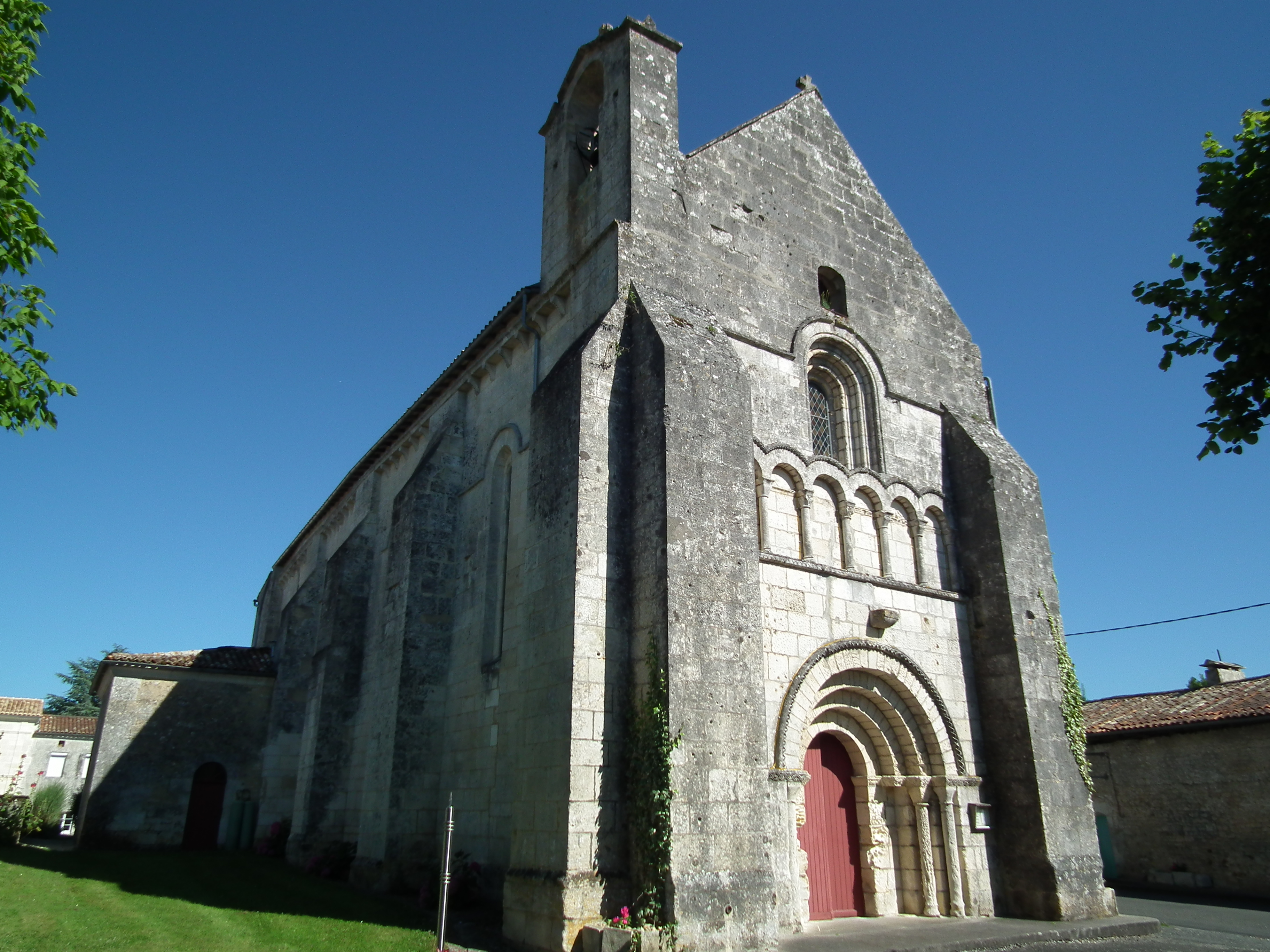
Kirche Saint-Philippe-Saint-Jacques

- Kirche Saint-Philippe-Saint-Jacques aus dem 12. Jahrhundert, seit 2000 Monument historique
- Schloss aus dem 19. Jahrhundert
- Domäne Les Six Épis

Siehe auch: Liste der Monuments historiques in Saint-Simon-de-Bordes